# 佐賀県立宇宙科学館
佐賀県立宇宙科学館（さがけんりつうちゅうかがくかん）は、佐賀県武雄市にある宇宙に関する展示を主とした科学館。館の愛称は「ゆめぎんが」である。2024年（令和6年）に25周年となり3階の宇宙発見ゾーンがリニューアルされた。

## 概要
1998年（平成10年）10月に佐賀県議会で佐賀県立宇宙科学館条例が可決されたことに伴い設置が決定し、1999年（平成11年）1月に竣工、同年7月8日に開館した。施設の管理運営は、佐賀県教育委員会と佐賀県教育委員会が指定する法人・団体が行っている。
2014年（平成26年）9月から休館して耐震補強工事や地球発見ゾーンを中心に展示物の一部更新などが行われ、2015年（平成27年）7月11日に新装開館した。
館内にある展示の大部分が体験型の展示で占められている。地球発見ゾーンの「リニアモーターカー」などといった子どもを対象にしたものから、宇宙発見ゾーンの「宇宙トレーナー」など大人も楽しめるものまで、さまざまな体験型の展示がある。
それぞれのゾーンでは科学教室やサイエンスショーが行われている。科学教室の実施が放送で案内されると、科学教室の周りには瞬く間に人だかりができる。科学教室の種類にもよるが、地球発見ゾーンで行われる科学教室では整理券が発行されることもある。科学教室の定員は20名ほどで、料金は無料であることが多い。
常設展示の他にも定期的に企画展が行われる。1つの企画展の期間は2か月くらいで、バラエティに富んだ展示がされる。企画展は企画展示室で行うことが多い。企画展示室に入らなかったものはエントランスホールに展示されたりする。

## 展示内容
- 佐賀発見ゾーン
  - 地底トンネル
  - 佐賀の自然
  - 地学博士の部屋
  - 自然観察ルーム
  - タイムトンネル
  - 佐賀発見プラザ
- 地球発見ゾーン
  - アースシアター - 体の動きに合わせて進んでいく体験型展示[1]。
  - わたしたちの地球 - デジタル地球儀を回転させながら生きた地球を体感する体験型展示[1]。
  - スペースサイクリング - 自転車で高さ4.5mのワイヤ上を渡る体験型展示[1]。
- 宇宙発見ゾーン
- プラネタリウム
- 天文台

## 利用案内
- 所在地：〒843-0021　佐賀県武雄市武雄町大字永島16351
- 入館時間：9:15 - 17:15（土・日曜、祝日9:15 - 18:00）
  - 土曜日の夜間には、サタデーナイトプラネタリウム・天体観望会を実施
- 休館日：月曜日（祝日の場合は翌日）、年末年始（12月29日 - 12月31日）
  - ゴールデンウィーク・夏休み期間は無休
- 入館料：大人520円、高校生310円、小中学生200円、幼児4歳以上100円[1]
  - 3歳以下、障がい者無料

## 交通アクセス
- JR武雄温泉駅より祐徳バス祐徳線「宇宙科学館前」下車（土日祝
- JR武雄温泉駅より祐徳バス祐徳線「永島」下車　徒歩15分（平日）

- 長崎道武雄北方インターチェンジより車10分

## ロケ
- 2011年（平成23年）7月6日から放映の日産・セレナのCMにて、本館内でロケされている。なお、CMは日産のCMギャラリーにて視聴可能。